# Герб Борзинского района
Герб муниципального образования Борзинского района Забайкальского края Российской Федерации — официальный символ муниципального образования.
Герб утверждён Решением № 59 Городского Собрания муниципального образования города Борзи и Борзинского района 17 марта 2000 года.
Герб внесён в Государственный геральдический регистр Российской Федерации под регистрационным номером 648.

## Описание герба
«В разделённом опрокинуто вилообразно на лазуревый (синий, голубой), зелёный и чёрный цвета; поверх всего стоящий серебряный журавль с воздетыми крыльями, золотыми лапами и поднятым вверх золотым раскрытым клювом». 

## Описание символики
В основу герба города Борзя и Борзинского района положена идея стилизованного изображения отличительных особенностей местности и географического расположения. Вилообразное деление щита подразумевает транспортные коммуникации района с сопредельными государствами: Россия, Китай, Монголия.
Изображение птиц в гербе отражает природу района, Даурский природоохранный заповедник.
Лазоревый (синий, голубой) цвет в геральдике — символ чести, славы, преданности, истины, красоты, добродетели. Здесь это также водные ресурсы района: река Борзя, озера торейские.
Зелёный цвет герба символизирует природу района, сельское хозяйство, животноводство, растениеводство. Зелёный цвет также символ здоровья.
Чёрный — добывающая промышленность, уголь, металлы. Черный цвет в геральдике символизирует благоразумие, мудрость, скромность, честность и вечность бытия.
Серебро (белый) в геральдике — символ простоты, совершенства, мудрости, благородства, мира, взаимосотрудничества.
Золото (желтый) в геральдике символ высшей ценности, величия, прочности, силы, великодушия. Желтый (золотой) — цвет Борзинского казачества.

## История герба
17 марта 2000 года решением Городского Собрания муниципального образования города Борзи и Борзинского района Читинской области был утверждён общий герб города и района.
20 декабря 2005 года решением Совета муниципального района «Борзинский район» № 125 было принято ПОЛОЖЕНИЕ о гербе муниципального района «Борзинский район», в котором герб определялся, как официальный символ только муниципального района.
Авторы герба: идея герба — Лариса Вельц (г. Борзя), Константин Мочёнов (Химки);
художник: Роберт Маланичев (Москва); компьютерный дизайн: Сергей Исаев (Москва).